# Benjamin von Lesbos
Benjamin von Lesbos (griechisch Βενιαμίν Λέσβιος; transkribiert als Veniamin von Lesvos oder Lesvios, geboren als Basileios Karres; * 1759 oder 1762 in Plomari, Lesbos, Osmanisches Reich; † September 1824 in Nafplio) war ein griechischer Mönch, Mathematiker, Philosoph, Schriftsteller, Lehrer, Politiker, Revolutionär und Vertreter der griechischen Aufklärung.

## Leben und Wirken
Benjamin von Lesbos wurde auf der Insel Lesbos in der Stadt Plomari geboren. Im Alter von 17 Jahren reiste er zum Berg Athos und wurde dort Mönch im Pantokrator-Kloster. Von 1786 bis 1789 hielt er sich auf Chios auf, wo er seinen späteren Lehrer und Hierarchen Dorotheos Proios kennenlernte, mit dem ihn eine enge Freundschaft verband. Um 1790 ging er auf Anregung von Proios an die Universität von Pisa und studierte darauf an der École polytechnique positive Wissenschaften und Philosophie. Während seiner Studienzeit las er Werke von Vertretern der europäischen Aufklärung und kam in Kontakt mit prominenten Vertretern der griechischen Diaspora.
1799 kehrte er nach Kydonias zurück, wo er bereits 1789 wirkte, und nahm erneut seine Lehrtätigkeit in Philosophie, Physik, Mathematik und Astronomie auf. Benjamin von Lesbos geriet mit konservativen kirchlichen Kreisen in Konflikt, weniger wegen seiner theologischen Ansichten als vielmehr wegen seiner Unterstützung der kopernikanischen Ansicht. In kirchlichen und phanariotischen Kreisen hatte er seiner Ansicht nach Gegner, aber auch Unterstützer. Nach seinen Erklärungen und dem förmlichen „Glaubensbekenntnis“, das er dem Patriarchat vorlegte, setzte er seine Lehr- und Schreibtätigkeit fort. 1812 wurde er eingeladen, die Große Schule der Nation in Konstantinopel zu leiten, lehnte dieses Angebot jedoch ab und ließ sich stattdessen in seiner Heimat Lesbos nieder, um dort eine Schule zu gründen.
1817 nahm Benjamin von Lesbos eine Einladung für das Direktorat an der Fürstlichen Akademie von Bukarest an und wurde von der Universitätsleitung mit pädagogischen Reformen beauftragt. Während seines Aufenthalts in der Walachei lernte er in Iași die Filiki Eteria kennen. 1820 wurde er Schulleiter der Evangelischen Schule von Smyrna. Seine aufklärerische Tätigkeit brachte ihm sogar Anerkennung des britischen Dichters George Gordon Byron ein. Mit Beginn der Revolution ging Benjamin von Lesbos nach Griechenland und engagierte sich auch in der Politik. Er nahm an der Ersten Griechische Nationalversammlung in Epidauros teil und wurde 1822 als einer der zwanzig Kommissare des Senats der Peloponnes, wo er seinen Weggefährten Alexandros Mavrocordatos unterstütze. Im Jahr 1822 war er Mitglied der Kommission, die für die Organisation des Aufstands der Ägäischen Inseln verantwortlich war. Während der Zweiten Nationalversammlung in Astros (März–April 1823) wurde er in den neunköpfigen Ausschuss für die Ausarbeitung eines vorläufigen Strafgesetzes gewählt und war an der Ausarbeitung eines Plans zur Schaffung weiterer Schulen beteiligt. Er starb 1824 während einer Typhusepidemie in Nafplio.

## Werke
Seine schriftstellerische Arbeit war sehr bemerkenswert. Er schrieb hauptsächlich didaktische Lehrbücher, die meisten davon, als er Lehrer in Kydonias war. Es sind Werke der Mathematik, Physik und Philosophie, in denen naturwissenschaftliche und philosophische Theorien der Aufklärung im Lichte seiner eigenen kritischen Herangehensweise dargestellt werden, erhalten.
- α μητικής (Elemente der Arithmetik), Wien, 1818
- μετρίας Ευκλείδου α (Elemente zur Geometrie Euklids), Wien, 1820
- α της αφυσικής (Elemente der Metaphysik), Wien, 1820
- α Φυσικής (Elemente der Physik)
- α Άλγεβρας (Elemente der Algebra)
- α Ηθικής (Elemente der Ethik)
- μετρία (Trigonometrie)